# Skene landsfiskalsdistrikt
Skene landsfiskalsdistrikt var 1918–1964 ett landsfiskalsdistrikt i Älvsborgs län, bildat som Sätila landsfiskalsdistrikt när Sveriges indelning i landsfiskalsdistrikt trädde i kraft den 1 januari 1918, enligt beslut den 7 september 1917. När Sveriges nya indelning i landsfiskalsdistrikt trädde i kraft den 1 oktober 1941 (enligt kungörelsen den 28 juni 1941) ändrades distriktets namn till Skene. Den 1 januari 1965 avskaffades i Sverige samtliga landsfiskaler och landsfiskalsdistrikt, och deras arbetsuppgifter delades upp på de nyskapade indelningarna polisdistrikt, åklagardistrikt och kronofogdedistrikt.
Landsfiskalsdistriktet låg under länsstyrelsen i Älvsborgs län.

## Ingående områden
Den 1 januari 1926 sammanslogs Surteby landskommun och Kattunga landskommun till Surteby-Kattunga landskommun. Den 1 oktober 1941 tillfördes Örby landskommun från Kinna landsfiskalsdistrikt samtidigt som kommunerna Fotskäl, Surteby-Kattunga och Tostared överfördes till Horreds landsfiskalsdistrikt. 1 januari 1951 utbröts Skene köping ur Örby landskommun. När Sveriges nya indelning i landsfiskalsdistrikt trädde i kraft den 1 januari 1952 (enligt kungörelsen 1 juni 1951) ändrades distriktets indelning genom kommunreformen 1952 samt att Horreds landsfiskalsdistrikt införlivades och att den nya storkommunen Sätila landskommun överfördes till Kinna landsfiskalsdistrikt.

### Från 1918
Marks härad:
- Berghems landskommun
- Fotskäls landskommun
- Hajoms landskommun
- Hyssna landskommun
- Kattunga landskommun
- Surteby landskommun
- Sätila landskommun
- Tostareds landskommun

### Från 1926
Marks härad:
- Berghems landskommun
- Fotskäls landskommun
- Hajoms landskommun
- Hyssna landskommun
- Surteby-Kattunga landskommun
- Sätila landskommun
- Tostareds landskommun

### Från 1 oktober 1941
Marks härad:
- Berghems landskommun
- Hajoms landskommun
- Hyssna landskommun
- Sätila landskommun
- Örby landskommun

### Från 1951
Marks härad:
- Berghems landskommun
- Hajoms landskommun
- Hyssna landskommun
- Skene köping
- Sätila landskommun
- Örby landskommun

### Från 1 januari 1952
- Horreds landskommun
- Kungsäters landskommun
- Skene köping
- Svansjö landskommun
- Västra Marks landskommun
- Örby landskommun